# Dean Campbell
Dean Campbell (Aberdeen, 19 marzo 2001) è un calciatore scozzese, centrocampista del Barrow.

## Caratteristiche tecniche
È un mediano.

## Carriera
Cresciuto nel settore giovanile dell'Aberdeen, ha esordito in prima squadra il 12 maggio 2017 disputando l'incontro di Scottish Premiership perso 3-1 contro il Celtic.

## Statistiche

### Presenze e reti nei club
Statistiche aggiornate al 1 luglio 2022.
| Stagione        | Squadra         | Campionato      | Campionato | Campionato | Coppe nazionali | Coppe nazionali | Coppe nazionali | Coppe continentali | Coppe continentali | Coppe continentali | Altre coppe | Altre coppe | Altre coppe | Totale | Totale | Totale |
| Stagione        | Squadra         | Comp            | Pres       | Reti       | Comp            | Pres            | Reti            | Comp               | Pres               | Reti               | Comp        | Pres        | Reti        | Pres   | Reti   |        |
| --------------- | --------------- | --------------- | ---------- | ---------- | --------------- | --------------- | --------------- | ------------------ | ------------------ | ------------------ | ----------- | ----------- | ----------- | ------ | ------ | ------ |
| 2016-2017       | Aberdeen        | SP              | 1          | 0          | -               | -               | -               | -                  | -                  | -                  | -           | -           | -           | 1      | 0      |        |
| 2017-2018       | Aberdeen        | SP              | 1          | 0          | SC+SLC          | 0               | 0               | -                  | -                  | -                  | -           | -           | -           | 1      | 0      |        |
| 2018-2019       | Aberdeen        | SP              | 8          | 1          | SC+SLC          | 2+0             | 0               | UEL                | 0                  | 0                  | -           | -           | -           | 10     | 1      |        |
| 2019-2020       | Aberdeen        | SP              | 15         | 0          | SC+SLC          | 4+2             | 0               | UEL                | 5                  | 0                  | -           | -           | -           | 26     | 0      |        |
| 2020-2021       | Aberdeen        | SP              | 20         | 0          | SC+SLC          | 3+1             | 0               | UEL                | 0                  | 0                  | -           | -           | -           | 24     | 0      |        |
| 2021-feb. 2022  | Aberdeen        | SP              | 12         | 0          | SC+SLC          | 0               | 0               | UECL               | 1                  | 0                  | -           | -           | -           | 13     | 0      |        |
| Totale Aberdeen | Totale Aberdeen | Totale Aberdeen | 57         | 1          |                 | 12              | 0               |                    | 6                  | 0                  |             | -           | -           | 75     | 1      |        |
| feb.-giu. 2022  | Kilmarnock      | SC              | 8          | 0          | -               | -               | -               | -                  | -                  | -                  | -           | -           | -           | 8      | 0      |        |
| Totale carriera | Totale carriera | Totale carriera | 65         | 1          |                 | 12              | 0               |                    | 6                  | 0                  |             | -           | -           | 83     | 1      |        |